# Zorzines exiguitata
Zorzines exiguitata är en fjärilsart som beskrevs av Inoue 1976. Zorzines exiguitata ingår i släktet Zorzines och familjen nattflyn. Inga underarter finns listade i Catalogue of Life.